# Haus Clörath

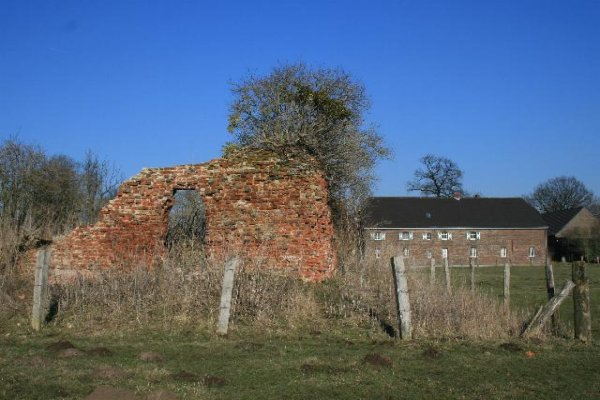
Mauerreste von Haus Clörath 2009, im Hintergrund die Clörather Mühle

Haus Clörath war ein landtagsfähiger Rittersitz auf dem Gebiet der heutigen Stadt Viersen etwa drei Kilometer östlich des Stadtkerns. Bis in die Frühe Neuzeit gehörte er zu Kurköln und war eine Anlage des Erzbistums Köln zur Sicherung seiner Grenze gegenüber dem Herzogtum Geldern und Herzogtum Jülich.
Im Mittelalter nutzte das Geschlecht von Cloerland das Haus als seinen Hauptsitz. Spätere Besitzer, zu denen unter anderem die Familien von Brempt, von Buren, von Brienen, von Virmond und von Twickel zählten, gehörten meist dem reformierten Glauben an und nutzten das Anwesen deshalb nur noch als Nebensitz, während der dazugehörende Gutshof weiter bewirtschaftet wurde.
Das Herrenhaus der Anlage ist am Ende des 18. oder zu Beginn des 19. Jahrhunderts verschwunden. Die wenigen erhaltenen Mauerstücke finden sich auf einer Wiese hinter der Clörather Mühle, die aus der ehemaligen Vorburg des Anwesens hervorging. Die ruinösen Reste des Hauses stehen seit dem 20. September 2001 als Baudenkmal unter Denkmalschutz.

## Geschichte

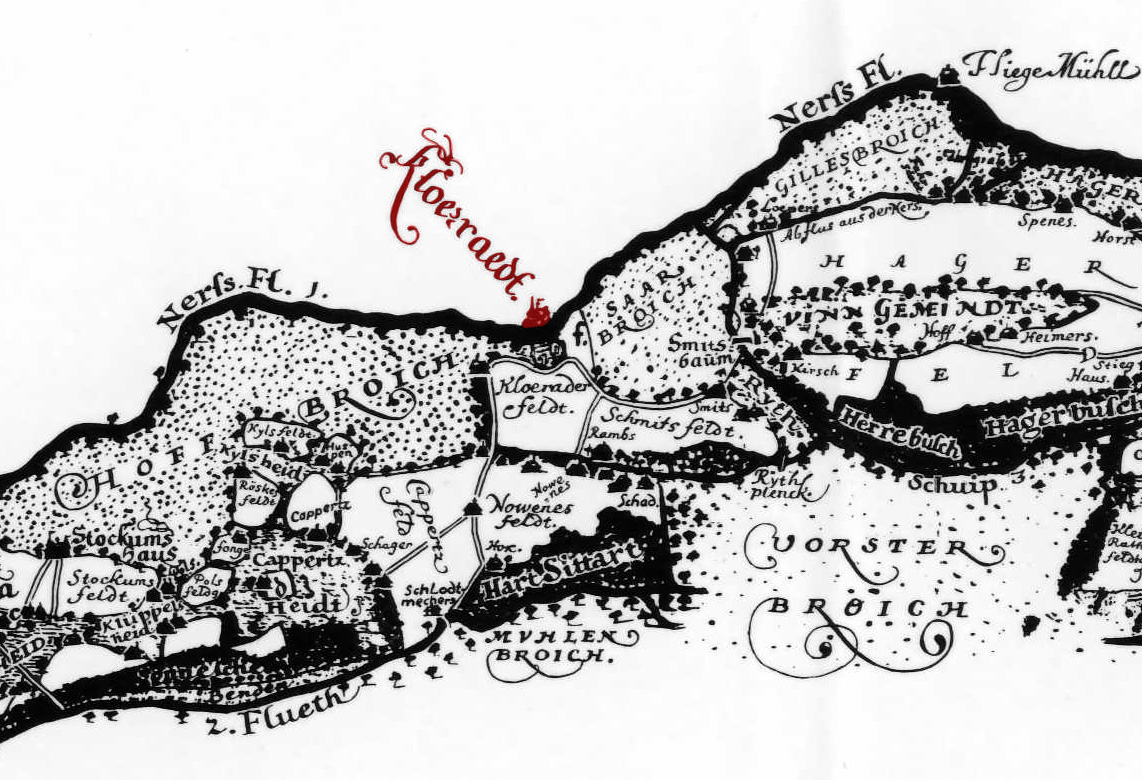
Karte des Kirchspiels Oedt, um 1660, rot eingefärbt: Haus Clörath

Über die Anfänge des Hauses Clörath ist nur wenig bekannt, es gilt jedoch als sicher, dass seine Wurzeln bis in das Mittelalter zurückreichen. Die Namensendung „-rath“, was Rodung bedeutet, deutet darauf hin, dass der Bauplatz keine natürliche Stelle war, sondern künstlich angelegt wurde. Den Namen erhielt das Rittergut von dem bei Schiefbahn entspringenden Bach Clör, der früher beim Haus Clörath in die Niers mündete. An einem wichtigen Niersübergang gelegen, diente es Kurköln zur Sicherung seiner Grenze gegenüber der geldrischen Exklave Viersen und dem zu Jülich gehörenden Süchteln. Entsprechend oft sah das Haus Clörath Grenzstreitigkeiten und kriegerische Auseinandersetzungen.
Ab dem 14. Jahrhundert war das Gut  im Besitz der niederadeligen Familie von Cloerland, denn in einem Weistum aus der Zeit um 1370 findet es als „huyse zu Cloerlant“ Erwähnung. Erster namentlich bekannter Besitzer war Johan von Cloerland, dessen Tochter Elisabeth, aus der Ehe mit Elisabeth von Eyll, Arnold von Brempt heiratete, der ab 1436 Amtmann von Kempen, Linn und Uerdingen war. Für die nachfolgenden drei Generationen blieb das Haus im Besitz der Familie von Brempt, ehe es 1585 durch die Heirat der Carola von Brempt mit dem auf Haus Kalbeck ansässigen Wolter von Buren an dessen Familie gelangte. Carola hatte den Besitz als älteste Tochter von ihrem 1577 verstorbenen Vater Joahn (III.) von Brempt geerbt, doch mit dieser Tatsache wollte sich Carl von Honseler, Ehemann von Carolas jüngster Schwester Arnolda nicht abfinden. Und so besetzte er die Anlage am 24. Juni 1584, um dem vorgeblichen Erbanspruch seiner Frau Gewicht zu verleihen. Schlussendlich konnte er sich jedoch nicht durchsetzen, denn über Carolas Sohn Johan und die Enkelin Eilberich kam Clörath im Jahr 1643 an Wolter von Brienen, Herrn zu Müggenburg und Gouverneur von Emmerich. Zu jener Zeit war die Anlage stark beschädigt, denn im Zuge des Dreißigjährigen Krieges hatten französische, hessische und weimarische Truppen das Haus 1642 geplündert und abgebrannt. Haus Clörath wurde aber in Anlehnung an ein offenbar älteres turmartiges Gebäude wieder aufgebaut, und der dazugehörende Gutsbetrieb verzeichnete um das Jahr 1672 82,5 Morgen Landbesitz. Wolter von Brienens Tochter Charlotte brachte das Anwesen in die Ehe mit Wolter von Linden, der es 1693 an Johanna Margareta von Spee, der Witwe von Ambrosius Adrian von Viermund, auf Schloss Neersen verkaufte. Nach dem Erwerb der Grafen von Virmond begannen umfangreiche Arbeiten zum Um- und Ausbau der Anlage, die bis 1718 anhielten. In den nachfolgende Jahren diente das Haus der gräflichen Familie als Pfandobjekt.

Haus Clörath um 1730, Tuschezeichnung von Renier Roidkin

Als das Geschlecht der von Virmond-Neersen 1744 mit Ambrosius Franz im Mannesstamm ausstarb, zog der Kölner Kurfürst Clemens August von Bayern Clörath als Teil der Herrlichkeit Neersen als erledigtes Lehen ein. Ambrosius Franz’ Witwe Maria Elisabeth von Nesselrode stritt mit dem Kölner Erzbischof jedoch lange um den Besitz und verzichtete erst 1763 gegen eine Zahlung von 110.000 Gulden auf die Herrschaften Neersen und Anrath. Da das Haus Clörath vollkommen überschuldet war, trat der Kurfürst seine Rechte daran anscheinend an die Familie von Spee ab. In ihrem Besitz verblieb es bis zum Jahr 1819. Während der folgenden 150 Jahre gab es zahlreiche Besitzerwechsel. Eigentümer waren Johann Kauertz (1825), eine Familie Josten (1846), die Freiherren von Twickel (ab 1880), der landwirtschaftliche Siedlungsverband Düsseldorf (ca. 1960) und etwa 1965 die Familie Pelzhenke. 1972 erwarb schließlich die Familie Mertens die völlig heruntergekommene und zum Teil zerstörte Anlage.

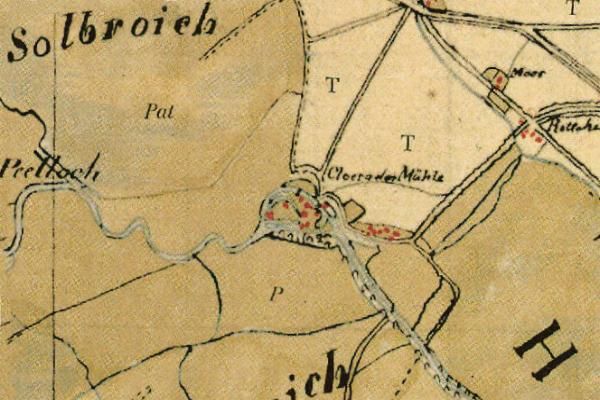
Darstellung des Hauses Clörath auf der Tranchotkarte von 1806

Nach dem Brand 1642 war zwar ein Neubau errichtet worden, das Anwesen wurde aber seit dem späten 16. Jahrhundert gar nicht mehr als Wohnsitz der Besitzer genutzt, sondern sie setzten einen Verwalter ein. Im 17. Jahrhundert war es noch Sitz eines Rentmeisters, doch spätestens seit dem 18. Jahrhundert war Haus Clörath ein reiner Pachthof, der 1754 zusammen mit seinem 100 Morgen Landbesitz mit 24.550 Reichstalern taxiert wurde. Während der Besetzung der linksrheinischen Gebiete durch französische Revolutionstruppen wurde das Herrenhaus des Anwesens zerstört oder zumindest stark beschädigt. Die Tranchotkarte vom Beginn des 19. Jahrhunderts zeigt zwar noch diverse Gebäude auf dem Areal, doch scheinen viele davon kurz darauf verfallen zu sein. Der Gutsbetrieb wurde jedoch weiter bewirtschaftet. 1850 besaß er mit seinen 224 Morgen großen Ländereien Landtagsfähigkeit. Ende des 19. Jahrhunderts wurden einige noch erhaltene Erdgeschossmauern des Herrenhauses mit einem Dach versehen und fortan als Schuppen genutzt, doch in den 1960er Jahren war auch dieses Dach schon wieder stark verfallen.
Die Clörather Mühle in der einstigen Vorburg des Hauses arbeitete noch bis zur Begradigung der Niers 1929. Danach musste sie den Betrieb einstellen, weil der Fluss nun wesentlich weiter westlich verließ und das Wasser zum Betreiben des Mühlrads fehlte. Jahrzehntelanger Leerstand und Verfall waren die Folge. Nachdem die Familie Mertens Eigentümerin der Anlage geworden war, ließ sie die Mühle von 1986 bis 1988 restaurieren. Seit 1996 sind die wenigen erhaltenen Reste des Herrenhauses Eigentum des Kreises Viersen. Sie wurden 2017 in Zusammenarbeit mit verschiedenen Vereinen und Institutionen gesichert.

## Beschreibung

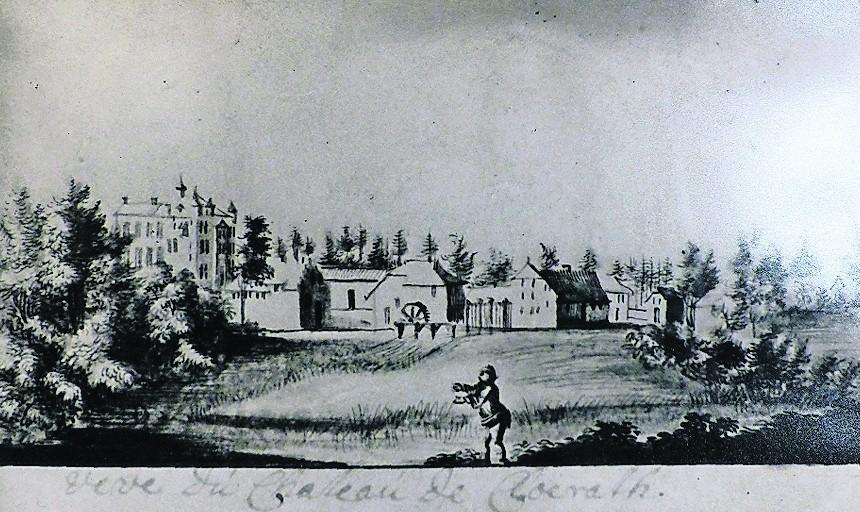
Aussehen des Hauses Clörath in der ersten Hälfte des 18. Jh.

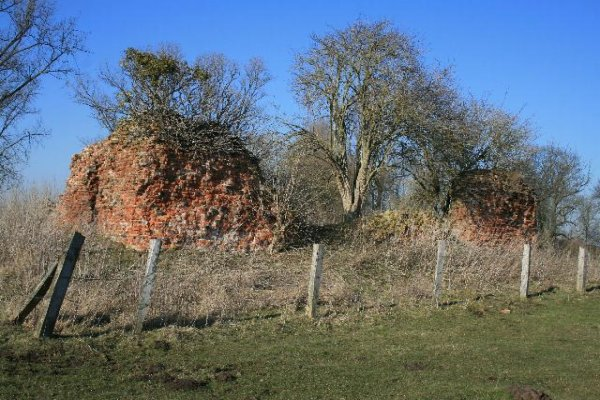
Mauerreste des einstigen Herrenhauses 2009

Die Anlage von Haus Clörath bestand bis etwa 1800 aus einem Herrenhaus und einer Vorburg mit Wassermühle (siehe Clörather Mühle) und separater Ölmühle. Vom Herrenhaus sind heute nur noch wenige Mauerreste vorhanden, während viele der Wirtschaftsgebäude in der Vorburg nach Restaurierung noch erhalten sind. Haupthaus und Wirtschaftshof standen früher auf separaten Inseln, die von Schlingen der Niers umgeben waren. Nach deren Begradigung fließt sie nun 600 Meter westlich des Anwesens vorbei, die einstigen Wassergräben sind nur noch teilweise erhalten.
Das Herrenhaus war ein barocker Bau, der nach dem Dreißigjährigen Krieg errichtet wurde. Sein Aussehen ist durch zwei Tuschezeichnungen des wallonischen Malers Renier Roidkin aus der Zeit um 1730 bekannt. Demnach war es ein dreigeschossiges Gebäude mit einem L-förmigen Grundriss, das von einem Dachreiter bekrönt war. An der Verbindungsecke beider Gebäudeflügel stand ein turmähnlicher Bau älteren Datums mit separatem Walmdach und einer Tourelle an der Ecke. Der längere der beiden Gebäudetrakte besaß vier Achsen, der kürze zwei. Im kurzen Flügel lag der Haupteingang, zu dem eine Brücke führte, denn Herrenhaus und Wirtschaftshof waren voneinander durch einen Graben getrennt. Bei Renaturierungsmaßnahmen des alten Niersbettes im Jahr 2002 wurden Funde gemacht, die zudem bewiesen, dass Haus Clörath früher über einen Bootsanleger verfügte. Von dem Hauptgebäude sind heute nur noch einige ruinöse Grundmauern erhalten, die in den Wiesen hinter der noch existierenden Mühle sichtbar sind. Sie lassen auf ein Gebäude mit einem Grundriss von etwa 12 × 12 Metern schließen. In einem der Mauerreste ist eine annähernd rundbogige Öffnung zu finden, deren Ursprung bisher noch nicht geklärt ist. Ein möglicherweise von Haus Clörath stammender Wappenstein ist heute an Haus Stockum in Willich angebracht.
Von der frühneuzeitlichen Anlage ist heute nur der Wirtschaftshof teilweise erhalten. Auf den Roidkin-Zeichnungen ist er als Ansammlung mehrerer unregelmäßig verteilter, niedriger Gebäude dargestellt. Er wurde wegen des sumpfigen Untergrunds der Niersniederung auf einem Pfahlrost gegründet. Sein ältester Teil ist der Marstall von etwa 1665. An ihn schließt sich die Kornmühle aus der Zeit um 1805 an. Ebenfalls erhalten ist ein Wohnhaus aus dem Jahr 1715. An der Stelle der heutigen Hofzufahrt stand früher ein Torhaus, das 1734 noch von einem Pförtner bewohnt war.